# Wołów
Wołów (in tedesco Wohlau), capoluogo dell'omonimo distretto, è una città della Polonia, nella Bassa Slesia.
Nel 2006 la cittadina contava 71 312 abitanti.

## Storia
Menzionata per la prima volta nel 1157, Wołów conseguì il diritto di città nel 1285 circa: il nome deriva probabilmente dal polacco wół, che significa toro. Nel medioevo la città ebbe diversi signori feudali, e per un certo periodo fu sotto la sovranità della Boemia. Il più antico sigillo cittadino conosciuto è del 1473 e già raffigura un toro, così come sigilli successivi (l'animale compare tuttora nello stemma di Wołów).
Fino al 1675 la città fu residenza dei duchi di Legnica-Brzeg-Wołów, della dinastia Piast. In lingua tedesca il ducato era noto come Fürstentum Wohlau del Principato di Wohlau. Nel 1742 Wołów fu annessa dalla Prussia. Per secoli, la vicina abbazia cistercense di Lubiąż fu un centro culturale della Bassa Slesia.
Nel gennaio del 1945, poco prima che la città fosse conquistata dall'Armata Rossa, la Wehrmacht trasferì la popolazione di lingua tedesca in Germania. Già nel maggio del 1945 i primi Polacchi, espulsi dai Sovietici dalla parte orientale di quella che era la Polonia prima della guerra, iniziarono a stabilirsi a Wołów ed in Bassa Slesia.